# شون كولفين
شون كولفين (بالإنجليزية: Shawn Colvin)‏ هي ملحنة وعازفة قيثارة ومغنية مؤلفة أمريكية، ولدت في 10 يناير 1956 في فيرمليون في الولايات المتحدة.

## وصلات خارجية
- الموقع الرسمي
- شون كولفين على موقع IMDb (الإنجليزية)
- شون كولفين على موقع ميوزك برينز (الإنجليزية)
- شون كولفين على موقع إن إن دي بي (الإنجليزية)
- شون كولفين على موقع أول ميوزيك (الإنجليزية)
- شون كولفين على موقع ديسكوغز (الإنجليزية)
- شون كولفين على موقع قاعدة بيانات الفيلم (الإنجليزية)